# Cupido drucei
Cupido drucei är en fjärilsart som beskrevs av Bethune-Baker 1906. Cupido drucei ingår i släktet Cupido och familjen juvelvingar. Inga underarter finns listade i Catalogue of Life.